# بحران ۱۹۶۱ برلین

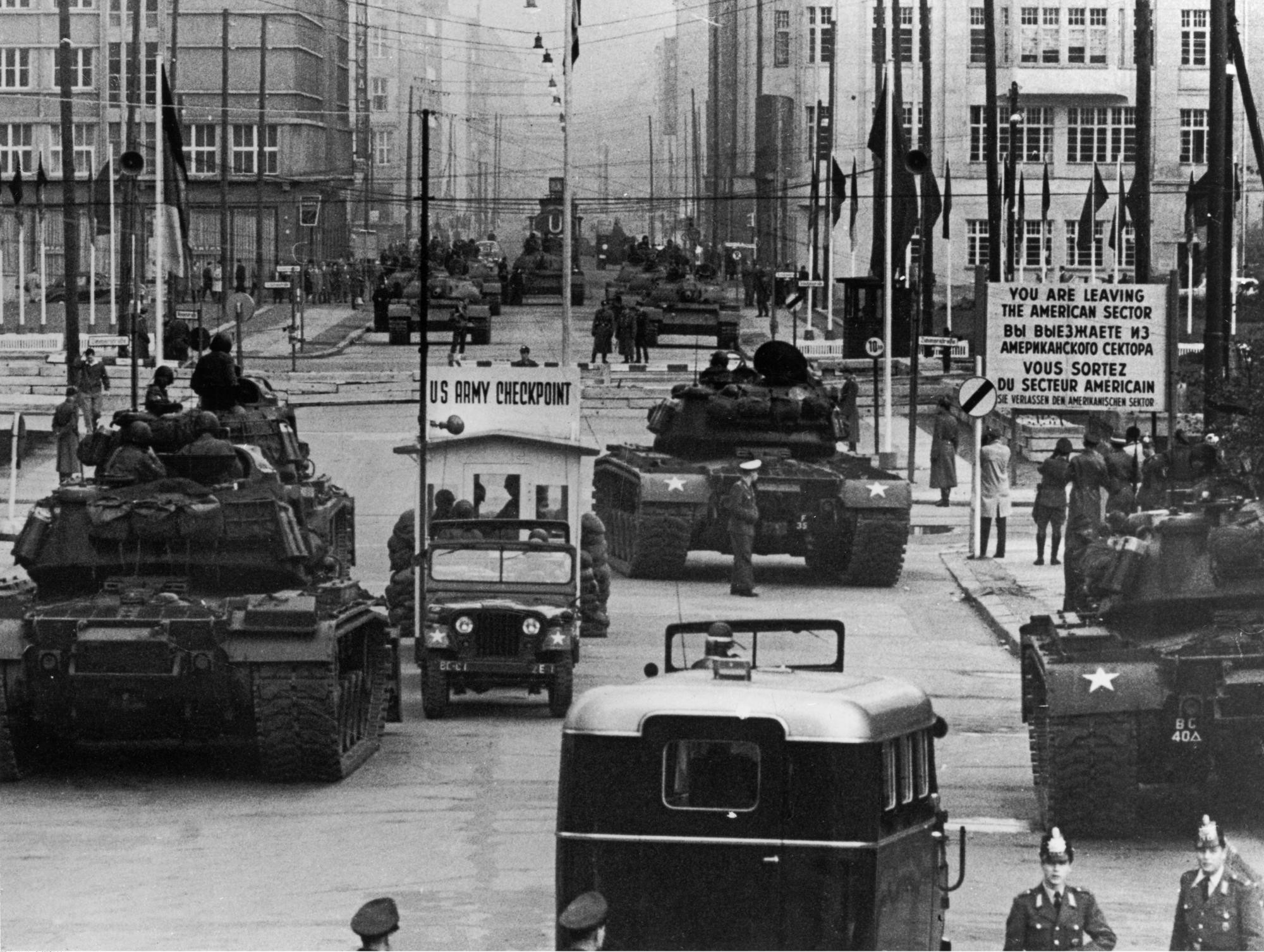
تانک‌های ام۴۸ پاتون ایالات متحده با تی-۵۴ شوروی در ایست بازرسی چارلی، اکتبر ۱۹۶۱ روبرو شدند.

بحران برلین در سال ۱۹۶۱ (به آلمانی: Berlin-Krise) در فاصلهٔ ۴ ژوئن تا ۹ نوامبر ۱۹۶۱ رخ داد و آخرین حادثه سیاسی-نظامی مهم اروپا در دوران جنگ سرد در مورد وضعیت اشغالی شهر برلین پایتخت آلمان و آلمان پس از جنگ جهانی دوم بود. بحران برلین زمانی شروع شد که اتحاد جماهیر شوروی اولتیماتومی را صادر کرد و خواستار خروج تمام نیروهای مسلح از برلین، از جمله نیروهای مسلح کشورهای غربی در برلین غربی شد. این بحران با تقسیم دوفاکتوی شهر با برافراشتن و آغاز ساخت دیوار برلین در آلمان شرقی به اوج خود رسید.
بیست و دومین کنگره حزب کمونیست اتحاد جماهیر شوروی - آخرین کنگره‌ای که حزب کمونیست چین در آن شرکت کرد - همزمان با این بحران در مسکو برگزار شد.

## سیر وقایع

### اولتیماتوم ۱۹۶۱ برلین
در نشست وین در ۴ ژوئن ۱۹۶۱، تنش‌ها افزایش یافت و نیکیتا خروشچف، نخست‌وزیر شوروی، در دیدار با جان اف. کندی، رئیس‌جمهور ایالات متحده، اولتیماتوم شوروی مبنی بر امضای معاهده صلح جداگانه با آلمان شرقی و در نتیجه پایان دادن به قراردادهای چهار قدرت موجود که حقوق آمریکا، بریتانیا و فرانسه برای دسترسی به برلین غربی و اشغال را تضمین می‌کند، دوباره صادر کرد. برلین شرقی توسط نیروهای شوروی. اما این بار با صدور مهلت ۳۱ دسامبر ۱۹۶۱ این کار را انجام داد. سه قدرت پاسخ دادند که هرگونه معاهدهٔ یک‌جانبه نمی‌تواند بر مسئولیت‌ها و حقوق آن‌ها در برلین غربی تأثیر بگذارد.

### افزایش تنش‌ها
در رویارویی‌های فزاینده بر سر وضعیت برلین، کندی در جریان مذاکرات وین خود با خروشچف در ژوئن ۱۹۶۱ کندی اساساً موافقت ایالات متحده را با تقسیم دائمی برلین اعلام کرد. این اتفاق باعث شد که اظهارات علنی بعدی و قاطعانه‌تر او، نزد دولت شوروی، اعتبار کمتری داشته باشد. کندی تصمیم گرفت سیاست انعطاف‌پذیری را که توسط مشاوران جوان او پیشنهاد شده بود، اجرا کند.
ایالات متحده سه منفعت حیاتی را در سیاست خود برای برلین تعریف کرد و همه آن‌ها را فقط به بخش غربی شهر مرتبط کرد: حضور نیروهای غربی در برلین غربی. امنیت و دوام بخش‌های غربی؛ و دسترسی غرب به آن‌ها.
با تشدید رویارویی بر سر برلین، کندی در ۲۵ ژوئیه یک سخنرانی تلویزیونی در واشینگتن در سی‌بی‌اس ایراد کرد که در سراسر ایالات متحده پخش شد. او بار دیگر تأکید کرد که ایالات متحده به دنبال درگیری نیست و او «نگرانی‌های تاریخی اتحاد جماهیر شوروی در مورد امنیت آن‌ها در اروپای مرکزی و شرقی» را می‌داند. او گفت که مایل به تجدید مذاکرات است، اما همچنین اعلام کرد که از کنگره آمریکا ۳٫۲۵ میلیارد دلار اضافی برای هزینه‌های نظامی، عمدتاً در مورد تسلیحات متعارف، درخواست خواهد کرد. او ۶ لشکر جدید برای ارتش و دو لشکر برای تفنگداران دریایی می‌خواست و برنامه‌هایی را برای سه برابر کردن پیش‌نویس و فراخوانی نیروهای ذخیره اعلام کرد. کندی اعلام کرد: ما به دنبال صلح هستیم، اما تسلیم نخواهیم شد.
گزارش شده‌است که خروشچف در حال گذراندن تعطیلات در تفرجگاه دریای سیاه در سوچی، از سخنرانی کندی عصبانی شده‌است. جان جی مک‌کلوی، مشاور خلع سلاح کندی، که اتفاقاً در اتحاد جماهیر شوروی بود، برای ارتباط با خروشچف دعوت شد. گزارش شده‌است که خروشچف به مک‌کلوی توضیح داده که افزایش قدرت نظامی کندی تهدیدی برای وقوع جنگ است.

### طرح دیوار برلین

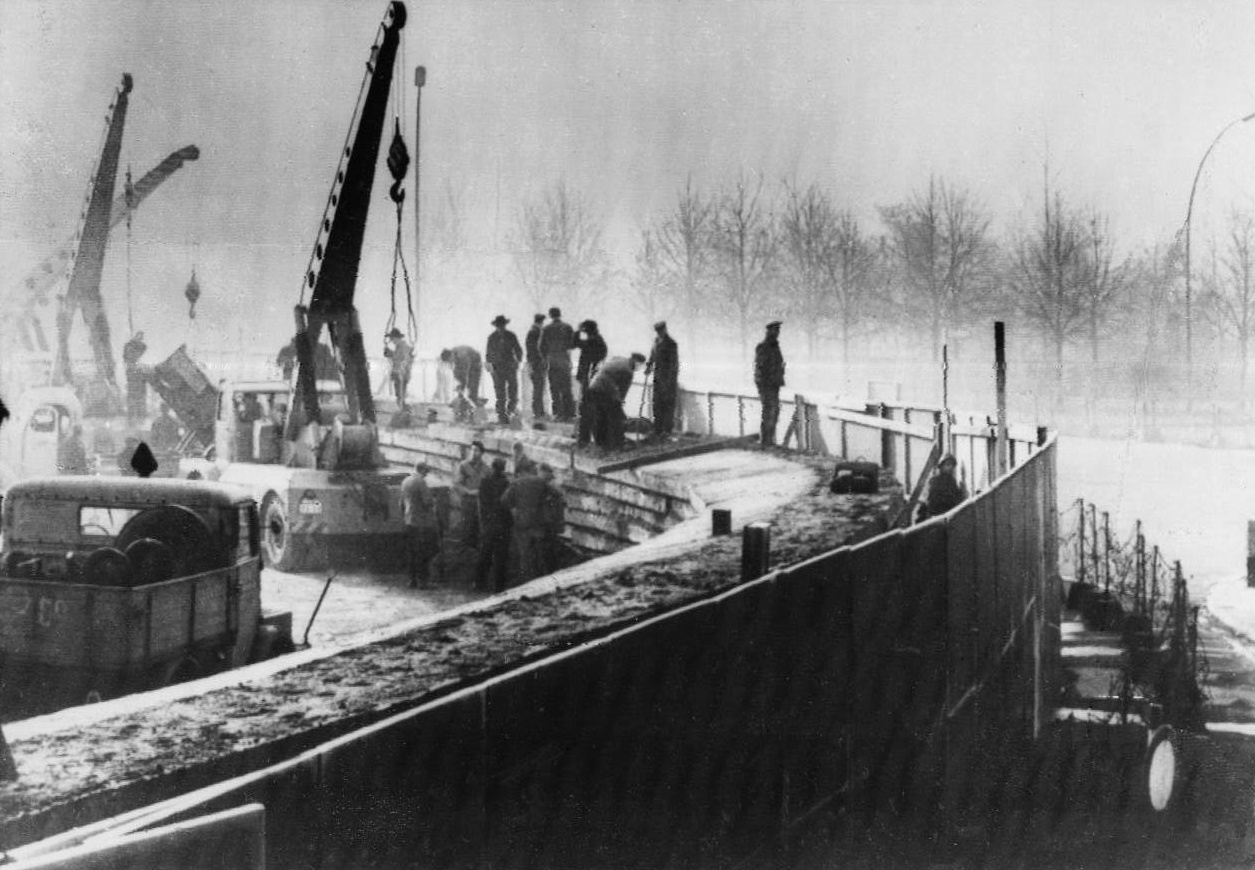
کارگران ساختمانی آلمان شرقی در سال ۱۹۶۱ در حال ساخت دیوار برلین

در اوایل سال ۱۹۶۱، دولت آلمان شرقی به دنبال راهی برای جلوگیری از خروج جمعیت خود به غرب بود. والتر اولبریخت، دبیر اول حزب اتحاد سوسیالیست (SED) و رئیس Staatsrat و تصمیم گیرنده اصلی آلمان شرقی، اتحاد جماهیر شوروی را متقاعد کرد که برای متوقف کردن این جنبش، نیرو لازم است. دولت آلمان شرقی شروع به انباشت مصالح ساختمانی برای برپایی دیوار برلین کرد.
در ۱۵ ژوئن ۱۹۶۱، دو ماه پیش از شروع ساخت دیوار برلین، والتر اولبریخت در یک کنفرانس مطبوعاتی بین‌المللی اظهار داشت: " Niemand hat die Absicht, eine Mauer zu errichten! " ("هیچ کس قصد برافراشتن دیوار را ندارد"). این نخستین بار بود که اصطلاح Mauer (دیوار) در این زمینه استفاده می‌شد.
در ۴ تا ۷ اوت ۱۹۶۱، وزرای خارجه ایالات متحده، بریتانیا، فرانسه و آلمان غربی مخفیانه در پاریس گرد هم آمدند تا در مورد چگونگی واکنش به اقدامات شوروی گفتگو کنند. در برلین غربی. آن‌ها عدم تمایل خود را برای شرکت در جنگ ابراز کردند. ظرف چند هفته، کاگ‌ب توضیحاتی از مذاکرات پاریس در اختیار خروشچف قرار داد.

### بسته شدن مرز
در روز شنبه ۱۲ اوت ۱۹۶۱، رهبران آلمان شرقی در یک مهمانی در منطقه‌ای جنگلی در شمال برلین شرقی شرکت کردند و والتر اولبریخت دستور بستن مرز و ایجاد دیواری پیرامون برلین غربی را امضا کرد.
در نیمه شب، ارتش، پلیس و واحدهای ارتش آلمان شرقی شروع به بستن مرز کردند. تا صبح روز یکشنبه ۱۳ اوت ۱۹۶۱، مرز برلین غربی بسته شده بود. سربازان و کارگران آلمان شرقی شروع به تخریب خیابان‌هایی کرده بودند که در کنار دیوار قرار دارند تا گذر از آن‌ها برای اکثر وسایل نقلیه صعب‌العبور باشد و سیم‌های خاردار و نرده‌ها را در امتداد ۱۵۶ کیلومتر (۹۷ مایل) در اطراف سه بخش غربی و ۴۳ کیلومتر (۲۷ مایل) که در واقع برلین غربی و شرقی را تقسیم کرد. تقریباً ۳۲۰۰۰ نیروی رزمی و مهندسی برای ساخت دیوار به کار گرفته شدند و پس از آن پلیس مرزی مسئول نگهداری و بهبود آن شد. برای جلوگیری از مداخله غرب و شاید کنترل شورش‌های احتمالی، ارتش شوروی نیز در کنار این اقدامات حضور داشت.
کندی در برابر خواسته‌های خشمگینانه برای اقدام فوری که توسط ساکنان برلین غربی و شهردار آن‌ها، ویلی برانت، مطرح شده بود، تسلیم نشد. در عوض، او معاون رئیس‌جمهور لیندون بی. جانسون را همراه با لوسیوس دی. کلی، قهرمان پرواز هوایی برلین در سال‌های ۱۹۴۸–۱۹۴۹، در ۱۹ اوت به برلین غربی فرستاد. آن‌ها توانستند مردم را آرام کنند و به‌طور نمادین، همبستگی ایالات متحده با شهر برلین را به نمایش بگذارند.
در ۳۰ اوت ۱۹۶۱، در پاسخ به اقدامات اتحاد جماهیر شوروی برای قطع دسترسی غرب به برلین، کندی دستور داد ۱۴۸۰۰۰ مبارز و نیروهای ذخیره فعال شوند. در ماه‌های اکتبر و نوامبر، واحدهای گارد ملی هوایی بیشتری ارسال شدند و ۲۱۶ هواپیما از یگان‌های جنگنده تاکتیکی در عملیات "Stair Step"، در بزرگ‌ترین استقرار جت‌های جنگنده در تاریخ گارد ملی هوایی، به اروپا پرواز کردند. بیشتر نیروهای گارد هوایی فراخوانده شده، در ایالات متحده باقی ماندند، در حالی که برخی دیگر برای تحویل جنگ‌افزارهای هسته‌ای تاکتیکی آموزش دیده بودند و باید در اروپا برای عملیات‌های متعارف آموزش داده می‌شدند.
اف-۸۴ها و اف-۸۶های قدیمی گارد ملی هوایی به قطعات یدکی نیاز داشتند که نیروی هوایی ایالات متحده در اروپا فاقد آن بود.
ریچارد باخ کتاب Stranger to the Ground خود را با محوریت تجربهٔ خود به‌عنوان خلبان گارد ملی هوایی در این استقرار نوشته‌است.

### مشکلات تردد در برلین

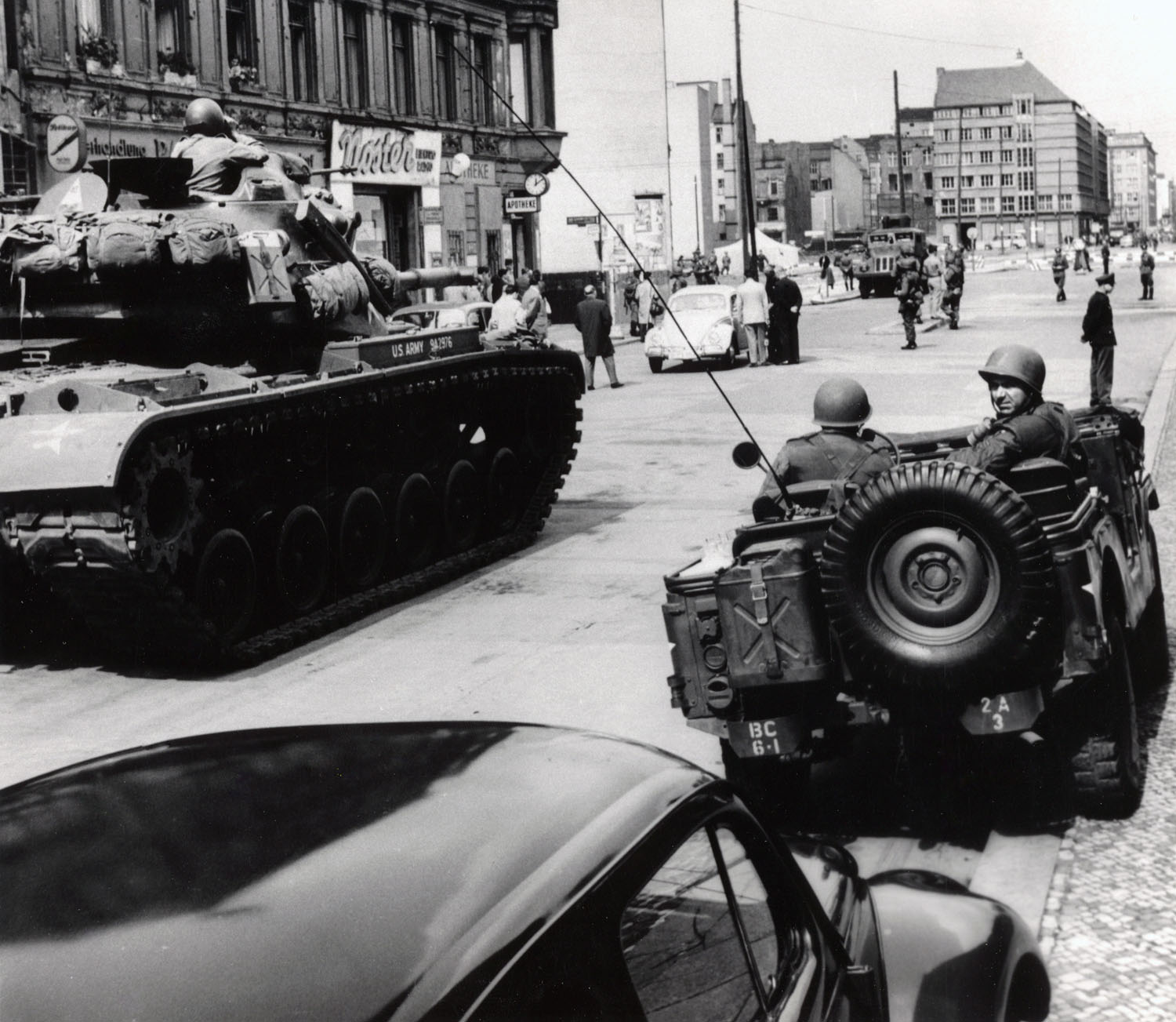
رویارویی تانک‌های آمریکایی با یک توپ آب آلمان شرقی در ایست‌بازرسی چارلی

چهار قدرت حاکم بر برلین (اتحاد جماهیر شوروی، ایالات متحده، بریتانیا و فرانسه) در کنفرانس پوتسدام در سال ۱۹۴۵ توافق کردند که پرسنل متفقین بتوانند آزادانه در هر بخش از برلین حرکت کنند. اما در ۲۲ اکتبر ۱۹۶۱، تنها دو ماه پس از ساخت دیوار، رئیس مأموریت ایالات متحده در برلین غربی، ای. آلن لایتنر، در اتومبیل خود (که دارای پلاک نیروهای اشغالگر بود) هنگام عبور از ایست بازرسی چارلی در حال رفتن به یک تئاتر در برلین شرقی، از سوی نیروهای شوروی متوقف شد. رئیس‌جمهور جان اف. کندی از نزدیک با ژنرال بازنشستهٔ ارتش، لوسیوس دی کلی، که مسئول حملات هوایی معروف برلین در سال‌های ۱۹۴۸–۱۹۴۹ بود، کار کرد. آن‌ها تصمیم گرفتند که عزم و ارادهٔ آمریکا را نشان دهند و فرماندهی نیروهای آمریکایی در پادگان برلین غربی، طرحی را برای پایین کشیدن سیم و سنگرها با بولدوزر در نظر گرفت. با این حال، این امر توسط فرمانده‌های نیرو، رد شد.

### سرانجام
از طریق یک جاسوس از اداره اصلی اطلاعات، با نام گئورگی بولشاکوف به عنوان کانال اصلی ارتباطی دو طرف، خروشچف و کندی توافق کردند که تنش‌ها را با عقب‌نشینی تانک‌ها کاهش دهند. کندی در مورد دیوار گفت: «این موضوع، راه‌حل خیلی خوبی نیست، اما این دیوار، یک جهنم است که بسیار بهتر از جنگ است.»
در نهایت، یکی از تانک‌های شوروی ابتدا حدود ۵ متر به عقب حرکت کرد. سپس یک تانک آمریکایی نیز از او پیروی کرد و به عقب رفت. دیگر تانک‌ها نیز یکی یکی عقب‌نشینی کردند. گفته می‌شود که ژنرال بروس سی. کلارک، فرمانده کل ارتش آمریکا در اروپا (USAREUR) همچنان در مورد رفتار ژنرال کلی نگران بوده. کلی در ماه مه ۱۹۶۲ به ایالات متحده بازگشت.

## مطالعهٔ بیشتر
- Barker, Elisabeth. “The Berlin Crisis 1958–1962. ” International Affairs 39#1 (1963), pp. 59–73. online.
- Beschloss, Michael. The Crisis Years: Kennedy and Khrushchev, 1960–1963 (1991) online
- Carmichael, Neil. "A Brief History of the Berlin Crisis of 1961" (US National Archives,. 2011); short essay;; not copyright
- Dowty, Alan (1989), Closed Borders: The Contemporary Assault on Freedom of Movement, Yale UP, ISBN 0-300-04498-4
- Freedman, Lawrence. Kennedy's Wars: Berlin, Cuba, Laos, and Vietnam (Oxford UP, 2000) pp 45–120. online
- Gearson, John PS, and Kori N. Schake, eds. The Berlin Wall Crisis: Perspectives on Cold War Alliances (Palgrave Macmillan, 2002).
- Harrison, Hope Millard (2003), Driving the Soviets Up the Wall: Soviet-East German Relations, 1953–1961, Princeton University Press, ISBN 0-691-09678-3
- Kempe, Frederick (2011), Berlin 1961, Penguin Group (USA), ISBN 978-0-399-15729-5
- Loescher, Gil (2001), The UNHCR and World Politics: A Perilous Path, Oxford UP, ISBN 0-19-829716-5
- Lunak, Petr. "Khrushchev and the Berlin Crisis: Soviet brinkmanship seen from inside." Cold War History 3.2 (2003): 53–82.
- McAdams, James (1993), Germany Divided: From Wall to Reunification, Princeton UP, ISBN 0-691-07892-0
- Newman, Kitty. Macmillan, Khrushchev and the Berlin Crisis, 1958-1960 (Routledge, 2007).
- Pearson, Raymond (1998), The Rise and Fall of the Soviet Empire, Macmillan, ISBN 0-312-17407-1
- Rasmussen, Kasper Grotle. "In search of a negotiated settlement: McGeorge Bundy and the 1961 Berlin crisis." Journal of Transatlantic Studies 14.1 (2016): 47–64.
- Schick, Jack M. The Berlin crisis, 1958-1962 (1971) online
- Sergunin, Alexander. "The role of the Executive Office of the President in the US decision-making on the Berlin crisis of 1961." Americana 15 (2017): 64–95.
- Slusser, Robert M. The Berlin Crisis of 1961: Soviet-American Relations and the Struggle for Power in the Kremlin, June–November, 1961 (Johns Hopkins UP, 1973) excerpt
- Smith, Jean Edward. The defense of Berlin (1963).
- Taubman, William. Khrushchev: The Man and his Era (WW Norton & Company, 2003). pp 480–506.online
- Thackeray, Frank W. (2004), Events that changed Germany, Greenwood Publishing Group, ISBN 0-313-32814-5
- Tompson, William. Khrushchev: A political life (Springer, 2016). online
- تراختنبرگ، مارک. صلح ساخته شده: ساختن حل و فصل اروپا 1945-1963 (Princeton UP، ۱۹۹۹) صفحات 283-402. گزیده
- وورهیس، تئودور. The Silent Guns of Two Octobers: کندی و خروشچف بازی دوگانه را بازی می‌کنند (U of Michigan Press, 2020).
- ویندزور، فیلیپ. «بحران برلین» تاریخ امروز (ژوئن ۱۹۶۲) جلد. ۶، p375-384، مجموعه بحران‌های ۱۹۴۶ تا ۱۹۶۱ را خلاصه می‌کند. برخط.
- زوبوک، ولادیسلاو. "خروشچف و بحران برلین (1958-1962)" (CWIHP، 1993) آنلاین، منابع اولیه